# Comité Revoluzonareo Arredista Galego
Comité Revoluzonareo Arredista Galego (CRAG) fou una agrupació política fundada a l'Havana per un grup d'emigrats gallecs encapçalats per Fuco Gómez el 1921. Propugnava la independència de Galícia, i per aquesta raó és considerat el primer grup independentista gallec. El 25 de juliol de 1922, el CRAG va fer pública la declaració Independenza ou morte. Va redactar un projecte de constitució per a Galícia, va dissenyar una bandera, escut i himne per a la República Gallega. Durant la Segona República Espanyola la seva actuació política, fou irrellevant.